# Middletown (Illinois)
Middletown es una villa ubicada en el condado de Logan en el estado estadounidense de Illinois. En el Censo de 2010 tenía una población de 324 habitantes y una densidad poblacional de 521,24 personas por km².

## Geografía
Middletown se encuentra ubicada en las coordenadas 40°6′3″N 89°35′28″O / 40.10083, -89.59111. Según la Oficina del Censo de los Estados Unidos, Middletown tiene una superficie total de 0.62 km², de la cual 0.62 km² corresponden a tierra firme y (0%) 0 km² es agua.

## Demografía
Según el censo de 2010, había 324 personas residiendo en Middletown. La densidad de población era de 521,24 hab./km². De los 324 habitantes, Middletown estaba compuesto por el 97.84% blancos, el 0.31% eran afroamericanos, el 0% eran amerindios, el 0% eran asiáticos, el 0% eran isleños del Pacífico, el 0% eran de otras razas y el 1.85% pertenecían a dos o más razas. Del total de la población el 0.93% eran hispanos o latinos de cualquier raza.